# 班代蘭蒂斯 (南馬托格羅索州)

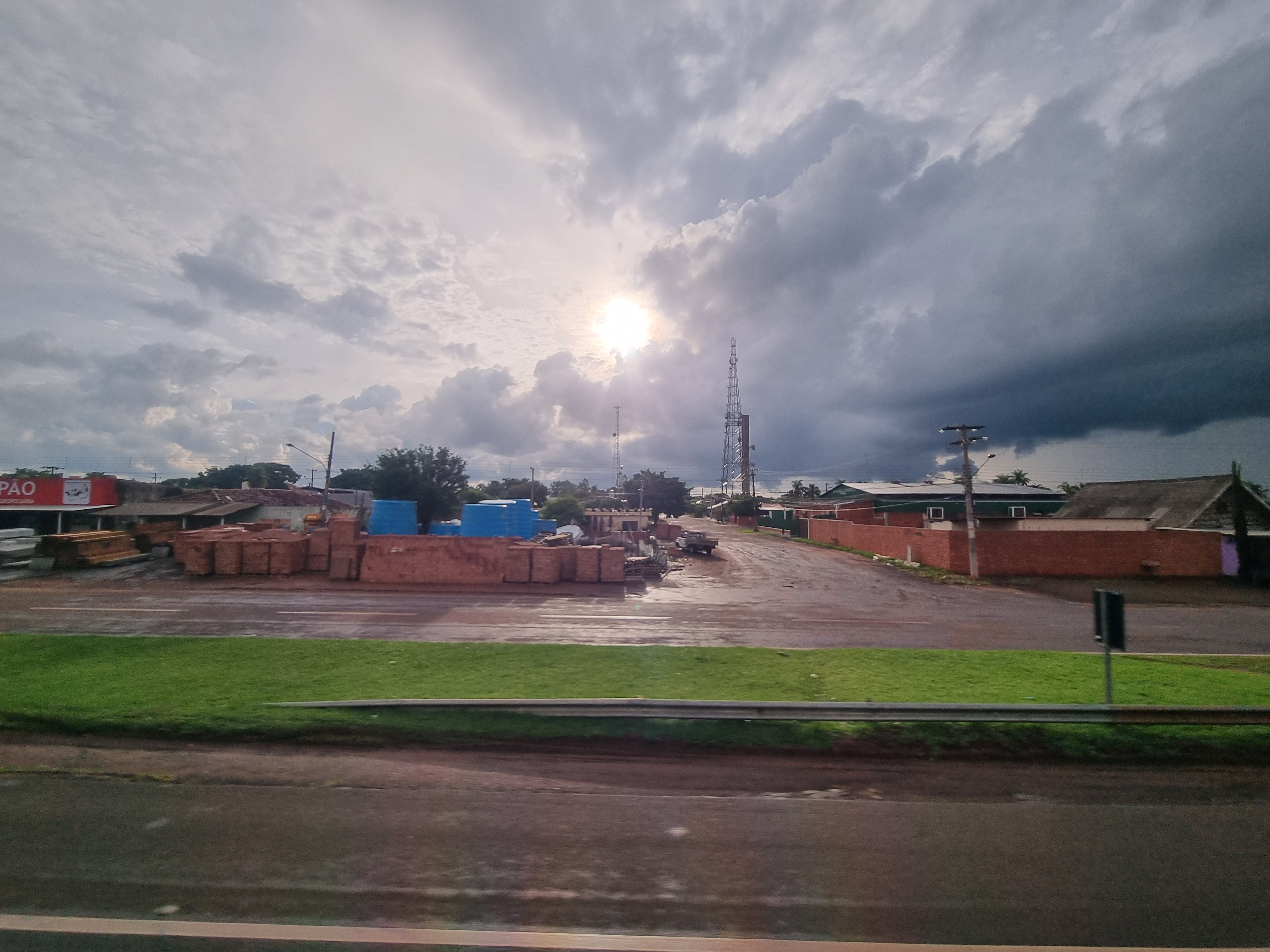
班代蘭蒂斯

19°55′02″S 54°21′50″W / 19.91722°S 54.36389°W
班代蘭蒂斯（葡萄牙語：Bandeirantes），是巴西的城鎮，位於該國西部，由南馬托格羅索州負責管轄，始建於1963年11月11日，面積3,116平方公里，海拔高度629米，2011年人口6,623，人口密度每平方公里2.13人。